# Viggo Langer
Olaf Viggo Peter Langer (11. december 1860 i Reudnitz ved Leipzig – 10. november 1942 i Rungsted) var en dansk landskabsmaler, halvbror til Hans Hansen.
Viggo Langer er søn af xylograf H.P. Hansen. I 1864 flyttede familien til København. alt som ungt menneske blev Langer efter at have stået tre år i malerlære elev af Vilhelm Kyhn og senere af Kunstakademiet, hvis klasser han gennemgik indtil 1887, samme år, som han ægtede Louise Frederikke Caroline du Plessis de Richelieu, datter af pastor Louis Armand du du Plessis de Richelieu. Sin moders familienavn Langer antog han i 1885 for at undgå forveksling med en anden maler, den senere som kunstsmed bekendte Viggo Hansen. Langer udstillede første gang på Forårsudstillingen 1882 en Mose i Bjærgskov ved Lejre; senere har han hvert år givet møde på Charlottenborg, mest med billeder fra Sydsjælland. Af hans arbejder, der tiltale ved smagfuldt motivvalg, elskværdig naturopfattelse og omhyggelig udførelse, erhvervedes i 1890 et, Fra Knudshoved ved Vordingborg, af Kunstforeningen i København.

## Ekstern henvisning
- Viggo Langer på Kunstindeks Danmark/Weilbachs Kunstnerleksikon

- Wikimedia Commons har flere filer relateret til Viggo Langer